# 対戦アクションゲーム一覧
対戦アクションゲーム一覧（たいせんアクションゲームいちらん）は、コンピュータゲームの1ジャンルである対戦アクションゲームの一覧表である。

## あ行
- アウトフォクシーズ
- イースvs.空の軌跡 オルタナティブ・サーガ
- EXAVA[1]
- IS<インフィニット・ストラトス>ヴァーサスカラーズ[2]
- オーバーウォッチ[3]

## か行
- ガーディアンヒーローズ[4]
- ガンスリンガー ストラトスシリーズ
  - ガンスリンガー ストラトス2[5]
  - ガンスリンガー ストラトス3[6]
  - ガンスリンガー ストラトス リローデッド[7]
- 機動戦士ガンダム オンライン[8]
- 機動戦士ガンダム vs.シリーズ[9]
- 鬼滅の刃 ヒノカミ血風譚
- GUILTY GEAR 2 OVERTURE[10]
- グラフィティスマッシュ[11]
- クロスワールド[12]
- ゲットアンプド モバイル[13]

## さ行
- 三國志レギオン[14]
- 三国大戦スマッシュ![15]
- THE KING OF FIGHTERS '98 ULTIMATE MATCH Online[16]
- ジェイスターズ ビクトリーバーサス
  - JUMP FORCE
- ジャンプスーパースターズ
  - ジャンプアルティメットスターズ
- シューフォーズ
- ジョジョの奇妙な冒険 アイズオブヘブン[17]
- スーパーロボット大戦OG INFINITE BATTLE[18]
- スクール オブ ラグナロク[19]
- スパイvsスパイ
  - 南国指令!!スパイvsスパイ
- スプラトゥーン[20]
  - スプラトゥーン2[21]
  - スプラトゥーン3
- SOUL REVERSE[22]

## た行
- 大乱闘スマッシュブラザーズシリーズ
- ダウンタウン熱血行進曲
- チェイスチェイスジョーカーズ
- テイルズ オブ バーサス[23]
- ディシディア ファイナルファンタジー[24]
  - ディシディア デュオデシム ファイナルファンタジー
  - ディシディア ファイナルファンタジー (アーケードゲーム)[25]
- 電脳戦機バーチャロンシリーズ[26]
- デ・マンボ[27]
- ドリームミックスTV ワールドファイターズ

## な行
- ナルティメットシリーズ[28]
- NARUTO TO BORUTO シノビストライカー[29]
- ニンジャラ

## は行
- バイオハザード アンブレラコア[30]
- バトル オブ エレメンタル REBOOST[31]
- パワーストーンシリーズ
- ファンタジーアース ゼロ[32]
- フェアリーランドVR[33]
- プレイステーション オールスター・バトルロイヤル
- フレイム×ブレイズ[34]
- ヘビーウェイトチャンプ
- ボーダーブレイク
- 星と翼のパラドクス
- ポッ拳 POKKÉN TOURNAMENT[35]
- ボボボーボ・ボーボボ 脱出!!ハジケ・ロワイアル
- ボンバーマンシリーズ[36]

## ま行
- マジシャンズデッド[37]

## ら行
- ライズ・オブ・インカーネイト[38]
- ランブルファイター[39]
- リアメン・ファイト[40]
- ロード オブ ヴァーミリオン アリーナ[41]

## わ行
- ワールドトリガー ボーダレスミッション[42]
- ワンピース 超グランドバトル ! X[43]
- ONE PIECE 大海賊闘技場[44]
- ワンピース バーニングブラッド[45]

## A-Z
- BASH LAND[46]
- BATTLECRY[47]
- Battle Dunk[48]
- Breakaway[49]
- Chambara[50]
- Dead by Daylight[51]
- Destiny[52]
- Dreadnought[53]
- Drunk-Fu: Wasted Masters[54]
- For Honor[55]
- GiGANTiC[56]
- KOパンチ[注 1]（会社 - セガ）
- Laser Lasso BALL[57]
- Lethal League[58]
- Mirage: Arcane Warfare[59]
- NEO AQUARIUM -甲殻王-[60]
- Paladins: Champions of the Realm[61]
- Plants vs. Zombies Garden Warfare[62]
- Rivals of Aether[63]
- RUiN[64]
- SCUM[65]
- The Flock[66]
- Vainglory[67]
- War Tanks - Multiplayer Game[68]

## 記号
- ＃コンパス 戦闘摂理解析システム[69]